# Acacia incurva
Acacia incurva é uma espécie de leguminosa do gênero Acacia, pertencente à família Fabaceae.